# Плавання на відкритій воді на Чемпіонаті світу з водних видів спорту 1998
Змагання з плавання на відкритій воді на Чемпіонаті світу з водних видів спорту 1998 відбулися 6 і 11 січня 1998 року в океані поблизу Перта (Австралія). Відбулися 4 запливи: по 5 і 25 км серед чоловіків і жінок (на 5 км - вперше). У змаганнях взяли участь 80 плавців з 26-ти країн.

## Результати

### Чоловіки
| Дисципліна | Золото                  | Золото    | Срібло                | Срібло    | Бронза                      | Бронза    |
| ---------- | ----------------------- | --------- | --------------------- | --------- | --------------------------- | --------- |
| 5 км       | Олексій Акатьєв · Росія | 55:18.6   | Кай Герст · Австралія | 55:24.9   | Лука Бальдіні · Італія      | 55:37.4   |
| 25 км      | Олексій Акатьєв · Росія | 5:05:42.1 | Давід Мека · Іспанія  | 5:07:22.9 | Габріель Чайллу · Аргентина | 5:07:52.6 |

### Жінки
| Дисципліна | Золото           | Золото    | Срібло                     | Срібло    | Бронза                     | Бронза    |
| ---------- | ---------------- | --------- | -------------------------- | --------- | -------------------------- | --------- |
| 5 км       | Еріка Роуз · США | 59:23.5   | Едіт ван Дейк · Нідерланди | 1:00:58.5 | Пеґґі Бюхзе · Німеччина    | 1:01:05.8 |
| 25 км      | Тобі Сміт · США  | 5:31:20.1 | Пеґґі Бюхзе · Німеччина    | 5:32:19.2 | Едіт ван Дейк · Нідерланди | 5:38.06.9 |

### Команда
| Дисципліна | Золото                                                           | Золото     | Срібло                                                                  | Срібло     | Бронза                                                      | Бронза     |
| ---------- | ---------------------------------------------------------------- | ---------- | ----------------------------------------------------------------------- | ---------- | ----------------------------------------------------------- | ---------- |
| 5 км       | США · Джон Фленеґен · Остін Рамірес · Еріка Роуз                 | 2:52:12.2  | Росія · Олексій Акатьєв · Євген Безрученко · Гусєва Ольга Олександрівна | 2:52:16.7  | Італія · Лука Бальдіні · Фабіо Вентуріні · Валерія Каспріні | 2:52:41.6  |
| 25 км      | Італія · Клаудіо Гаргаро · Фабріціо Пескаторі · Валерія Каспріні | 16:10:18.2 | Австралія · Ґрант Робінсон · Марк Саліба · Трейсі Ноулс                 | 16:22:54.3 | США · Тобі Сміт · Натан Стук · Чак Вайлі                    | 16:46:13.3 |

### Таблиця медалей
| Місце               | Країна              | Золото | Срібло | Бронза | Загалом |
| ------------------- | ------------------- | ------ | ------ | ------ | ------- |
| 1                   | США (USA)           | 3      | 0      | 1      | 4       |
| 2                   | Росія (RUS)         | 2      | 1      | 0      | 3       |
| 3                   | Італія (ITA)        | 1      | 0      | 2      | 3       |
| 4                   | Австралія (AUS)     | 0      | 2      | 0      | 2       |
| 5                   | Нідерланди (NED)    | 0      | 1      | 1      | 2       |
| 5                   | Німеччина (GER)     | 0      | 1      | 1      | 2       |
| 7                   | Іспанія (ESP)       | 0      | 1      | 0      | 1       |
| 8                   | Аргентина (ARG)     | 0      | 0      | 1      | 1       |
| Загалом (8 збірних) | Загалом (8 збірних) | 6      | 6      | 6      | 18      |